# Timonius laevigatus
Timonius laevigatus är en måreväxtart som beskrevs av Theodoric Valeton. Timonius laevigatus ingår i släktet Timonius och familjen måreväxter. Inga underarter finns listade i Catalogue of Life.